# Kanton Saint-Laurent-du-Pont
Saint-Laurent-du-Pont is een voormalig kanton van het Franse departement Isère. Het kanton maakte deel uit van het arrondissement Grenoble. Het werd opgeheven bij decreet van 18 februari 2014, met uitwerking op 22 maart 2015.
Het gebied van het kanton lag in de Chartreuse en ten westen daarvan.

## Gemeenten
Het kanton Saint-Laurent-du-Pont omvatte de volgende gemeenten:
- Entre-deux-Guiers
- Miribel-les-Échelles
- Saint-Christophe-sur-Guiers
- Saint-Joseph-de-Rivière
- Saint-Laurent-du-Pont (hoofdplaats)
- Saint-Pierre-de-Chartreuse
- Saint-Pierre-d'Entremont